# سيرغي ماكاروف
سيرغي ماكاروف (بالروسية: Макаров, Сергей Васильевич)‏ هو لاعب كرة قدم روسي في مركز الوسط، ولد في 3 أكتوبر 1996 في Nekrasovka Khabarovsk Krai ‏ في روسيا. لعب مع أنورثوسيس فاماغوستا وروتور فولغوغراد ولوكوموتيف موسكو ونادي مينسك.

## وصلات خارجية
- سيرغي ماكاروف على موقع قاعدة بيانات كرة القدم.إي يو (الإنجليزية)
- سيرغي ماكاروف على موقع Soccerway.com (الإنجليزية)
- سيرغي ماكاروف على موقع عالم كرة القدم.نت (الإنجليزية)